# Johane Laforte
Johane Laforte (* 24. Februar 1996 in Grand-Goâve) ist eine haitianische Fußballspielerin.

## Karriere

### Klub
Vor ihrem Wechsel spielte Laforte für den haitianischen Verein Anacaona SC. 2020 schloss sie sich dem RC Saint-Denis an, der in der französischen Division 2 Féminine spielt. Bis Februar 2020 absolvierte sie zwei Ligaspiele für Saint-Denis.

### Nationalmannschaft
Laforte spielt seit 2020 für die haitianische Nationalmannschaft. Am 3. Februar 2020 nahm am CONCACAF Women’s Olympic Qualifying Championship-Spiel gegen Panama teil.